# Oliviero Carafa
Oliviero Carafa (10 de março de 1430 - 20 de janeiro de 1511) foi um cardeal italiano, arcebispo de Nápoles e decano do Colégio dos Cardeais nos últimos anos de vida.

## Biografia
De família nobre, era filho de Francesco Carafa, patrício napolitano, e de Maria Origlia. Por relações familiares, era ligado a outros cardeais, como Filippo Carafa, Gian Pietro Carafa, Carlo Carafa, entre outros tantos. Obteve seu doutorado em direito em Nápoles e também estudou teologia.

## Vida religiosa
Cônego prebendário do capítulo da catedral metropolitana de Nápoles. Foi eleito arcebispo de Nápoles em 18 de novembro de 1458, recebendo a ordenação episcopal em 29 de dezembro, em Torre del Greco, por Leone de Simone, bispo de Nola, assistido por Leone Cortese, bispo de Acerra, e por Benedetto, bispo de Dragonara. Tomou posse da sé em 13 de janeiro de 1459.
Promovido ao cardinalato, a pedido do rei de Nápoles, Fernando I de Aragão. Em 18 de setembro de 1467, foi criado cardeal in pectore pelo Papa Paulo II, sendo seu nome anunciado no dia seguinte. Recebeu o barrete cardinalício e o título de cardeal-presbítero de Santos Marcelino e Pedro em 3 de dezembro. Passou para o título de Santo Eusébio em 5 de setembro de 1470.
Em 22 de dezembro de 1471, o novo Papa Sisto IV nomeou-o legado perante o rei Fernando I de Nápoles para obter sua participação na formação de uma frota, que o cardeal estava indo comandar; ele deixou Roma em 28 de maio de 1472, durante a festa de Corpus Christi, depois de ter a missa sido celebrada na basílica de São Pedro, na presença do papa e da Cúria Romana. Chegou a Ostia e foi a bordo, dirigindo a frota cristã como seu almirante, para Nápoles e continuou em direção a Rodes, lutar contra os navios turcos e ocupar a importante fortaleza muçulmana de Esmirna. Retornou a Roma em 23 de janeiro de 1473 com os prisioneiros que tinham sido capturados e foi recebido pelo papa em consistório. Em 5 de junho, o cardeal recebeu em Roma a Princesa Leonor, filha do rei de Nápoles. Foi com o papa para Viterbo e Foligno em 10 de junho de 1476, devido à praga.
Em 24 de julho de 1476, passa para a ordem dos cardeais-bispos e assume a Sé suburbicária de Albano, mantendo in commendam o título de Santo Eusébio. Eleito camerlengo do Sagrado Colégio dos Cardeais em 15 de janeiro de 1477; ocupou o cargo até 9 de janeiro de 1478. Passou para a sé suburbicária de Sabina em 31 de janeiro de 1483. Renunciou à Sé de Nápoles em favor de seu irmão Alessandro, em 20 de setembro de 1484.
Depois da eleição do Papa Alexandre VI, torna-se Decano do Colégio dos Cardeais. Foi embora de Roma, retornou à cidade e se absteve de visitar o rei Carlos VIII da França, que havia chegado em Roma. Em 7 de janeiro de 1493, procurou refúgio com o papa, em Castello Sant'Angelo. Ele deixou Roma para Orvieto com o Papa Alexandre VI em 27 de maio de 1495. Administrador nomeado de Rimini em 31 de outubro de 1495, renunciou ao cargo em favor de seu sobrinho Vincenzo em 13 de setembro de 1497. Protetor dos frades dominicanos, ele se recusou a defender Girolamo Savonarola, em abril de 1497. Com a morte de seu irmão, ele se tornou administrador da Sé de Nápoles, em 4 de agosto de 1503, ocupando o cargo até abril de 1505.
Em 29 de novembro de 1503, torna-se cardeal-bispo de Óstia-Velletri. Foi um patrono das artes e das letras, e das primeiras impressoras de Roma. Além disso, ele foi um grande benfeitor das cidades de Roma e Nápoles, onde construiu igrejas, hospitais e mosteiros. Ele fez seu sobrinho, Gian Pietro, que mais tarde tornou-se Papa Paulo IV, entrar no estado eclesiástico.

## Conclaves
- Conclave de 1471 - participou da eleição do Papa Sisto IV.
- Conclave de 1484 - participou da eleição do Papa Inocêncio VIII.
- Conclave de 1492 - participou como vice-decano da eleição do Papa Alexandre VI.
- Conclave de setembro de 1503 - participou provavelmente como deão da eleição do Papa Pio III.
- Conclave do outono de 1503 - participou provavelmente como deão da eleição do Papa Júlio II.